# Ananthura ovalis
Ananthura ovalis is een pissebed uit de familie Antheluridae. De wetenschappelijke naam van de soort is voor het eerst geldig gepubliceerd in 1925 door Barnard.